# Chan Santokhi
Chandrikapersad Santokhi, conhecido popularmente como Chan Santokhi, (Lelydorp, 3 de fevereiro de 1959) é um político surinamês e ex-chefe de polícia. Ele serviu como 10.º presidente do Suriname de 16 de julho de 2020 a 16 de julho de 2025.

## Vida pessoal
Chan nasceu em fevereiro de 1959, em Lelydorp, capital do distrito de Wanica. Cresceu no campo como o caçula de uma família de nove filhos. Seu pai trabalhava no porto de Paramaribo e sua mãe trabalhava como assistente de loja em Lelydorp.
Em 2010, Santokhi participou das eleições parlamentares, e teve, apesar de ter sido colocado na lista de eleitores do Partido da Reforma Progressista, o segundo maior número de votos em todo o país (Dési Bouterse teve o maior número). Em julho daquele mesmo ano, ele foi apontado como candidato à presidência em nome da combinação política da Frente Nieuw, mas o oponente de Santokhi nas eleições presidenciais, Dési Bouterse, venceu e foi eleito o oitavo presidente do Suriname.

## Carreira

### Policial
Após terminar o colegial em Paramaribo, Santokhi recebeu uma bolsa para estudar na Holanda. De 1978 a 1982, estudou na Academia de Polícia de Holanda, em Apeldoorn, Guéldria. Depois de completar seu estudo Santokhi retornou ao Suriname em setembro de 1982 para trabalhar para a polícia. Desde a idade de 23 anos, trabalhou como inspetor de polícia em Wanica até a sua nomeação como chefe da polícia judiciária nacional em 1989. Em 1991 foi nomeado comissário de polícia do Suriname.

### Ministro da Justiça
Em setembro de 2005, Santokhi foi empossado como ministro da Justiça e Polícia em nome de Vooruitstrevende Hervormingspartij (Partido Progressista Reformador). Seu período como ministro foi marcada por uma forte ofensiva contra a criminalidade, especialmente o tráfico de drogas, e aplicação rigorosa da lei e da ordem. Devido a isso, as pessoas chamavam o "sheriff", um alcunha que ele recebeu de Desi Bouterse.

### Caso criminal dos Assassinatos de Dezembro
Santokhi que, como comissário de polícia, liderou a investigação sobre os Assassinatos de Dezembro feitas no início do seu mandato como ministro muito para os Assassinatos de Dezembro poderiam ser julgados. Por exemplo, exclusividade a os Assassinatos de Dezembro Santokhi construiu uma sala de tribunal fortemente guardada em Domburg, Wanica. Porque Santokhi foi o impulso por trás desse ensaio, Santokhi se tornou uma questão muito discutida de Desi Bouterse, o principal suspeito no ensaio.

## Eleição
No primeiro semestre de 2020, Chan Santokhi concorreu às eleições de seu país. Os resultados preliminares mostraram que o VHP era o maior partido e que Santokhi era o candidato mais provável a se tornar o nono Presidente do Suriname. Em 30 de maio, Chan anunciou sua candidatura ao cargo de presidente da nação sul-americana. Em 29 de junho, seu partido o nomeou como candidato à Presidência. Nenhum outro candidato foi indicado até o tempo previsto pela lei surinamesa. Em 13 de julho de 2020, Santokhi foi eleito presidente por aclamação em uma eleição incontestada.

## Presidência

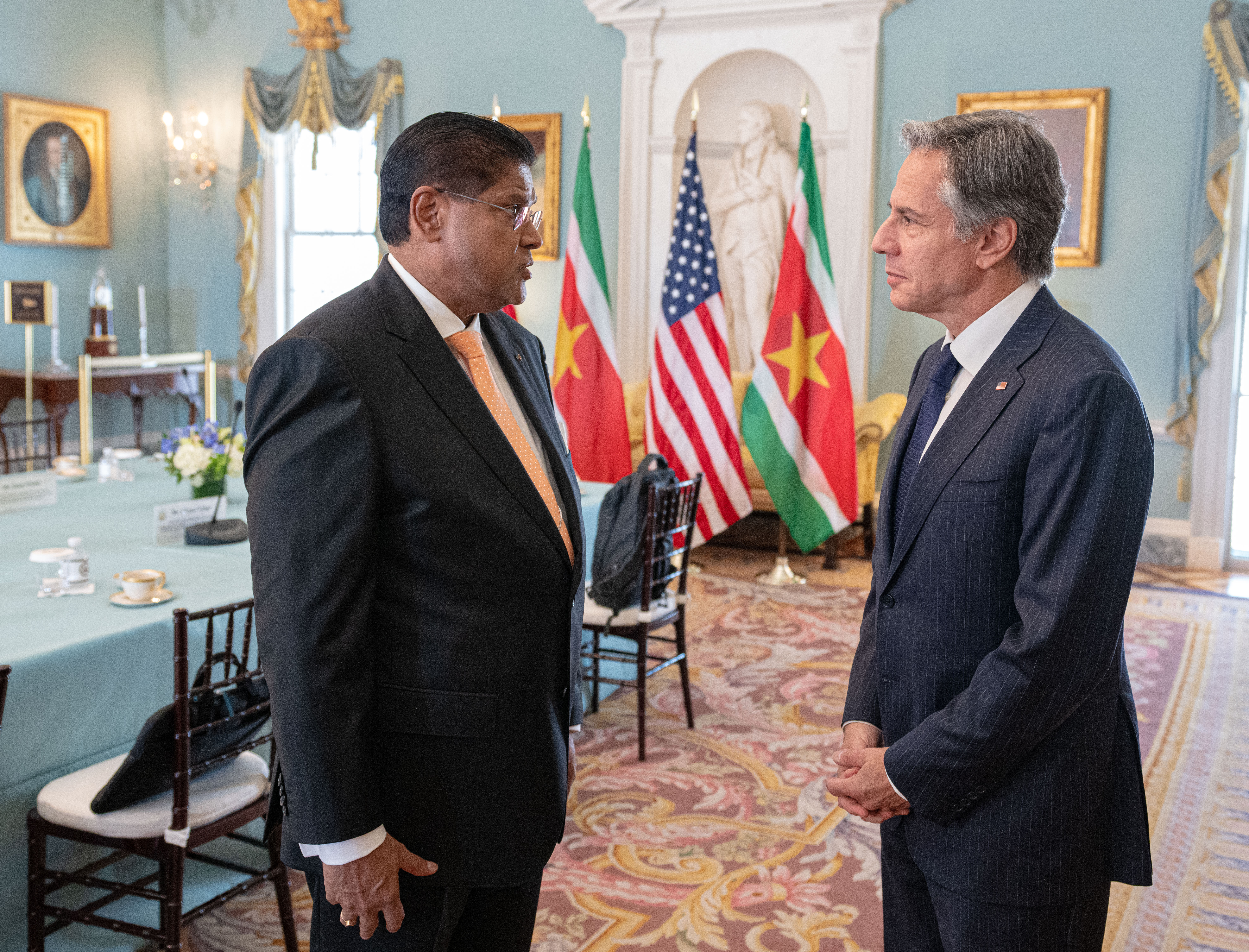
Santokhi e o secretário de Estado dos Estados Unidos, Antony Blinken, durante uma reunião em 2022.

O Governo de Chan Santokhi iniciou os trabalhos focando nos desafios de recuperação da crise econômica que surgiu no Governo de Desi Bouterse e foi ainda mais aprofundada pela Pandemia de COVID-19. O pequeno país sofre com uma dívida externa bilionária, segundo o próprio Santokhi, que prometeu solucioná-la.

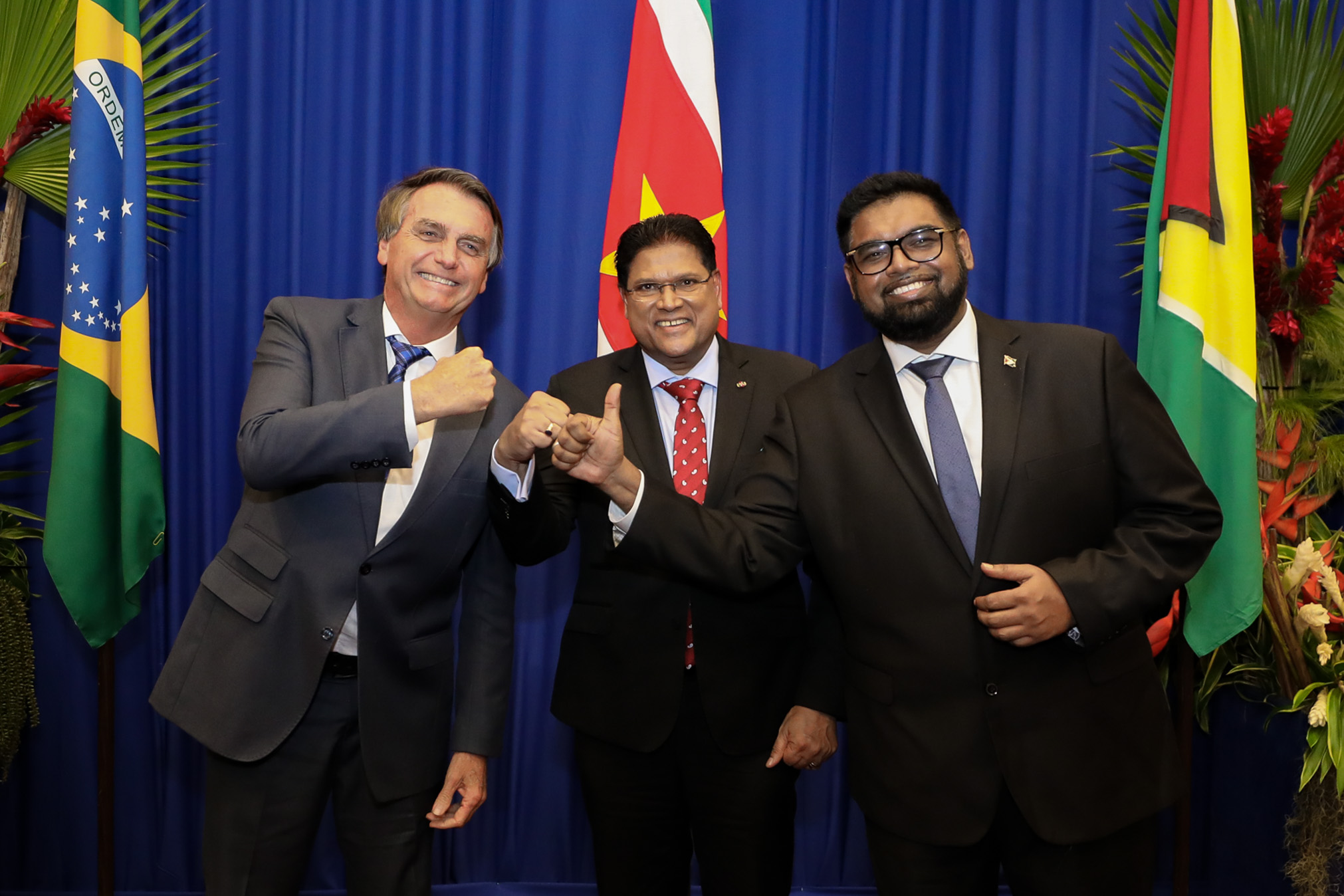
Santokhi durante uma cúpula trilateral com os presidentes do Brasil, Jair Bolsonaro, e da Guiana, Irfaan Ali, em janeiro de 2022.

Logo que assumiu a presidência, Chan manifestou interesse em retomar parcerias políticas e econômicas com os Países Baixos. Ele também retomou conversações com os Estados Unidos, através do Secretário de Estado, Mike Pompeo, e com o Brasil, em uma conversa com o presidente Jair Bolsonaro que se comprometeu a aumentar a relação mútua entre as duas nações sul-americanas.